# بوندس‌لیگا اتریش
بوندس‌لیگا اتریش (به آلمانی: Österreichische Fußball-Bundesliga) معتبرترین لیگ فوتبال در کشور اتریش است که از سال ۱۹۷۴ تاکنون برگزار می‌شود. این لیگ از ۱۲ تیم که از سراسر کشور اتریش در آن شرکت می‌کنند برگزار می‌شود. مسابقات بوندس‌لیگا به دو دور تقسیم شده‌است. در دور اول ۱۲ تیم طی ۲۲ هفته طبق روال معمول به صورت رفت و برگشت با هم بازی می‌کنند. بعد از هفته بیست و دوم و در پایان دور اول، تیم‌ها به دو گروه تقسیم می‌شوند: شش تیم اول در «گروه قهرمانی» و شش تیم پایین جدول در «گروه راه‌یابی» تقسیم می‌شوند. همزمان امتیاز هر تیم نصف می‌شود تا فاصله‌ها دوباره کم شود. شش تیم گروه قهرمانی در ۱۰ هفته بر سر قهرمانی در لیگ و رده‌های بالای جدول با هم رقابت می‌کنند. در گروه راهیابی، تیم آخر در نهایت به دسته دوم سقوط می‌کند و تیم اول گروه نیز این شانس را پیدا می‌کند تا در یک رقابت حذفی با تیم‌های چهارم و پنجم گروه قهرمانی بر سر صعود به لیگ اروپا بازی کند.
باشگاه فوتبال راپیدوین با ۳۲ قهرمانی پرافتخارترین تیم این سری مسابقات به حساب می‌آید.

## باشگاه‌های کنونی
در فصل جاری (۲۰۲۱–۲۰۲۲) باشگاه‌های زیر در این لیگ شاغل هستند.
- باشگاه فوتبال ردبول سالزبورگ
- باشگاه فوتبال اشتورم گراتس
- باشگاه فوتبال آستریا وین
- باشگاه فوتبال راپید وین
- باشگاه فوتبال ولفسبرگر
- باشگاه فوتبال آستریا کلاگن‌فورت
- باشگاه فوتبال لاسک
- باشگاه فوتبال آدمیرا واکر مودلینگ
- باشگاه فوتبال رید
- باشگاه فوتبال هارتبرگ
- باشگاه فوتبال تیرول
- باشگاه فوتبال رایندورف آلتاخ

## پرافتخارترین باشگاه‌ها
- باشگاه فوتبال راپیدوین: ۳۲ قهرمانی
- باشگاه فوتبال آستریاوین: ۲۳ قهرمانی
- باشگاه فوتبال ردبول سالزبورگ: ۱۶ قهرمانی
- باشگاه فوتبال آدمیرا واکر مودلینگ: ۸ قهرمانی
- باشگاه فوتبال فیرست وین: ۶ قهرمانی